# Hansi Müller
Pour les articles homonymes, voir Hans Müller et Müller.
Hans Peter « Hansi » Müller est un footballeur allemand né le 27 juillet 1957 à Stuttgart. Il était milieu de terrain. Il porte 42 fois le maillot de l'équipe d'Allemagne et remporte avec elle le Championnat d'Europe de football 1980.

## Biographie

### En club
Hans Müller, appelé souvent par son diminutif « Hansi », commence à jouer au football au SV Rot, un club de sa ville natale Stuttgart. En 1970 il rejoint les équipes jeunes du VfB Stuttgart. Lors de la saison 1974-1975 il est champion d'Allemagne avec les juniors du VfB Stuttgart. De 1975 à 1977, il joue en deuxième division puis jusqu'en 1982 en Bundesliga. Avec le VfB il atteindra souvent les places d'honneur, 4e en 1978, 2e en 1979 et deux fois 3e en 1980 et 1981.
En 1982, il rejoint l'Inter Milan pour deux saisons, puis la saison 1984-1985 il joue pour Côme Calcio également en Serie A. Le gaucher élégant surnommé le brésilien de Stuttgart ne percera pas en Italie, son style de jeu ne convient pas au catenaccio italien.
De 1985 jusqu'à sa fin de carrière de joueur en 1990 il est au FC Wacker Innsbruck, avec qui il remporte deux championnats d'Autriche, participe à deux finales de Coupe d'Autriche et arrive en demi-finale de la Coupe UEFA 1986-1987.

### En équipe nationale
De 1978 à 1983 il dispute 42 matchs avec la sélection allemande et marquera 5 buts. Il participe à la Coupe du monde de football 1978, gagne le Championnat d'Europe de football 1980 et reçoit le trophée de meilleur jeune joueur européen. Il rentre en jeu lors de la finale perdue de la Coupe du monde de football 1982.
Le 27 juillet 2007, pour ses 50 ans, il organise à Stuttgart devant 40000 spectateurs un match de gala avec les anciens internationaux allemands et italiens de la finale de 1982. Le match se termine sur le score de 4 à 4, y participeront aussi Eros Ramazzotti et Michael Schumacher.

## Reconversion
Après sa carrière de joueur, Hansi Müller donne des conférences sur les thèmes football, économie et succès. Il fonde également une société de distribution d'articles pour supporteurs.
En 1999, Hansi Müller devient le directeur marketing du VfB Stuttgart, puis rentre dans le conseil d'administration du club. En 2000, à la suite de tensions internes il démissionne du club.
En 2006, il sera ambassadeur pour la ville de Stuttgart lors de la Coupe du monde de football 2006 et en 2008 pour la ville d'Innsbruck lors des Championnats d'Europe 2008.
Le 17 juillet 2011, il est élu au conseil de surveillance du VfB Stuttgart, il quittera le poste en 2015.
En 2014, il est élu conseiller municipal à Korb où siège également sa société de marketing. 

## Palmarès
- 42 sélections et 5 buts en équipe d'Allemagne entre 1978 et 1983
- Vainqueur de l'Euro 1980 avec l'Allemagne
- Finaliste de la Coupe du monde 1982 avec l'Allemagne
- Champion d'Autriche en 1989 et 1990 avec le FC Wacker Innsbruck

## Distinction personnelle
- Trophée Bravo de meilleur jeune européen en 1980
- 1980 : Silbernes Lorbeerblatt, la plus haute distinction sportive en Allemagne.